# (24517) Omattage
(24517) Omattage est un astéroïde de la ceinture principale.

## Description
(24517) Omattage est un astéroïde de la ceinture principale. Il fut découvert le 29 janvier 2001 à Socorro (Nouveau-Mexique) par le projet LINEAR. Il présente une orbite caractérisée par un demi-grand axe de 2,21 UA, une excentricité de 0,16 et une inclinaison de 6,1° par rapport à l'écliptique.

## Compléments